# پرستوی زولتسمان
پرستوی زولتسمان (نام علمی: Tachycineta stolzmanni) نام یک گونه از سرده پرستوهای تندروپر است.